# 蔚山蔚州警察署
蔚山蔚州警察署（ウルサヌルチュけいさつしょ）は、蔚山地方警察庁所管の警察署である。

## 管轄区域
- 蔚州郡

## 沿革
- 1995年7月26日 - 設置承認
- 2001年12月27日 - 蔚山西部警察署として開署
- 2006年3月1日 - 蔚山蔚州警察署に改称。南区無去洞の管轄を蔚山南部警察署に移管。蔚山南部警察署の管轄だった蔚州郡内の派出所を編入。

## 組織
- 警務課
- 生活安全課
- 捜査課
- 刑事課
- 警備交通課
- 情報保安課

## 管轄派出所
- 凡西派出所
- 彦陽派出所
- 温山派出所
- 三南派出所
- 上北派出所
- 斗東派出所
- 青良派出所
- 熊村派出所
- 西生派出所

## 管轄治安センター
- 斗西治安センター
- 三東治安センター